# Bryum graminifolium
Bryum graminifolium är en bladmossart som beskrevs av Bridel 1803. Bryum graminifolium ingår i släktet bryummossor, och familjen Bryaceae. Inga underarter finns listade i Catalogue of Life.